# Артјомовски
Артјомовски (рус. Артёмовский) град је у Русији у Свердловској области. Према попису становништва из 2010. у граду је живело 33160 становника.
Први пут се спомиње као село Jегоршино 1660их година. Од 1872. поред села се налази рудник угља. 1925. године сва рударска насеља се склапаjу у село Артјомовски, коjи се 1938. обjедињуjе са Jегоршиним.

## Становништво
| 1939.  | 1959.  | 1970.  | 1979.  | 1989.  | 2002.  | 2010.  |
| ------ | ------ | ------ | ------ | ------ | ------ | ------ |
| 17.884 | 34.775 | 37.740 | 39.192 | 41.247 | 34.980 | 33.160 |